# Shel'fovoe
Shel'fovoe är en sjö i Antarktis. Den ligger i Östantarktis. Norge gör anspråk på området. Shel'fovoe ligger 49 meter över havet. Arean är 61 kvadratkilometer. Den sträcker sig 17,6 kilometer i nord-sydlig riktning, och 15,3 kilometer i öst-västlig riktning.
I övrigt finns följande kring Shel'fovoe:
- Insjöar:
  - Glubokoevatnet (en sjö)
  - Kamakshi (en sjö)
  - Kamala (en sjö)
  - Krokevatnet (en sjö)
  - Lakshmi (en sjö)
  - Langen (en sjö)
  - Matangi (en sjö)
  - Nanda (en sjö)
  - Parwati (en sjö)
  - Predgornoe (en sjö)
  - Priyadarshini (en sjö)
  - Schirmacheroasen (en sjö)
  - Sunanda (en sjö)
  - Sundsvatnet (en sjö)
- Slätter:
  - Sundsvassheia (en platå)
- Kullar:
  - Central'naja, gora (en kulle)
  - Tsentral'naya Hill (en kulle)
  - Vassfjellet (en kulle)
- Berg:
  - Mount Pawanputra (ett berg)
  - Gora Primetnaja (ett berg)